# 聖麗塔杜帕爾杜

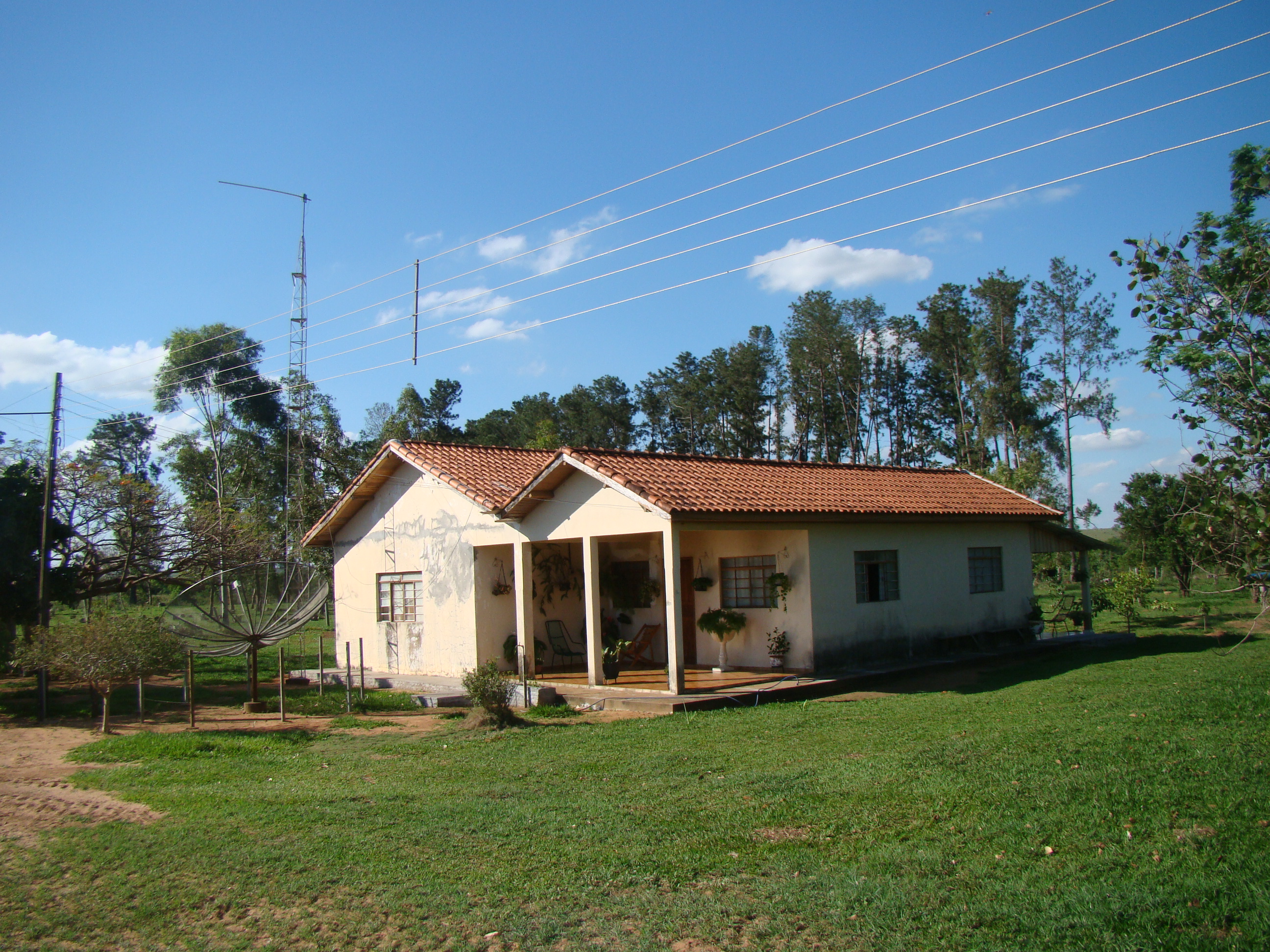
聖麗塔杜帕爾杜

21°18′10″S 52°49′51″W / 21.30278°S 52.83083°W
聖麗塔杜帕爾杜（葡萄牙語：Santa Rita do Pardo），是巴西的城鎮，位於該國西部，由南馬托格羅索州負責管轄，始建於1987年12月18日，面積6,142平方公里，海拔高度360米，2011年人口7,582，人口密度每平方公里1.19人。